# Hondouville

Hondouville este o comună în departamentul Eure, Franța. În 1 ianuarie 2022 avea o populație de 813 de locuitori.